# 郑竹强
郑竹强（1960年1月—），北京人，中华人民共和国外交官，曾任中华人民共和国驻博茨瓦纳共和国特命全权大使和中华人民共和国驻乌干达共和国特命全权大使。